# Mézières-sur-Couesnon
Mézières-sur-Couesnon település Franciaországban, Ille-et-Vilaine megyében. Lakosainak száma 1735 fő (2022. január 1.). Mézières-sur-Couesnon Gahard, Saint-Aubin-du-Cormier, Saint-Ouen-des-Alleux, Vieux-Vy-sur-Couesnon és Rives-du-Couesnon községekkel határos.

## Népesség
A település népességének változása:
| Lakosok száma | 962  | 816  | 807  | 1164 | 1622 | 1684 | 1752 | 1799 | 1778 | 1735 |
|               | 1968 | 1982 | 1990 | 2006 | 2013 | 2015 | 2017 | 2019 | 2020 | 2022 |